# Молотоф
Мо́лотоф, или пу́динг «Мо́лотоф» (порт. Pudim Molotov) — десерт португальской кухни, пудинг на основе яичных белков и карамели.

## История названия
После того как Жан-Жак Пелисье в ходе Крымской войны взял Малахов курган (стратегически важную высоту Севастополя) и был удостоен титула герцога Малаховского (фр. duc de Malakoff), в честь него в венских кондитерских изобрели десерт, похожий на шарлотку — торт «Малахофф». Но Палисье не понравилась сложность изготовления десерта в военное время — для его приготовления требовались печенье «савоярди», взбитые сливки, баварский крем. Поэтому рецепт упростили до ингредиентов, которые можно было просто найти везде — сахар, яичные белки и вода. Помимо этого, пудингу придали форму, напоминающую Малахов курган.
В первой половине XX века этот карамельный пудинг из Франции дошёл до Португалии, где органично вписался в традиции португальской кухни. Позже, во время Второй мировой войны, когда наркомом иностранных дел СССР был Вячеслав Михайлович Молотов, из-за схожего для португальцев звучания за десертом закрепилось название «Молотоф».

## Рецепт
Для приготовления пудинга сначала из сахара и воды делают карамель. Затем взбивают белки и добавляют туда часть полученной ранее карамели. Получившуюся смесь выкладывают в форму, где ранее изготавливалась карамель и затем выпекают на водяной бане в духовом шкафу до появления на десерте золотистой корочки. После того как выпеченный пудинг остынет, его поливают оставшейся карамелью и подают.